# Cardiocondyla tjibodana
Cardiocondyla tjibodana (лат.) — вид мелких муравьёв рода Cardiocondyla из подсемейства мирмицин (Myrmicinae). Юго-Восточная Азия, Океания (Микронезия). Название дано по месту обнаружения типовой серии (Tjibodas, остров Ява, Индонезия).

## Описание
Длина около 2 мм. Основная окраска тела коричневая. Отличается от близких видов следующими признаками: мезосома на всей поверхности скульптурирована, в целом матовая, мезосома дорсально плотно и сильно сетчато-фовеолярная, латерально плотно и сильно сетчатая; метаплеврон с 1—4 продольными бороздками; сегменты стебелька с более мелкой и тонкой сеткой, чем на мезосоме, узлы иногда слегка блестящие; первый тергит брюшка часто с очень тонким микроретикулумом; опушение на всем теле длинное и плотное; дорсальный профиль мезосомы довольно прямой или слабо выпуклый, метанотальная борозда только намечена или полностью отсутствует. Шипы заднегруди короткие и острые, их ось в профиль отклоняется на 40 — 45° от продольной оси мезосомы. Петиоль в профиль с вогнутой передней поверхностью и округлым утолщением, которое в дорсальном виде круглое или чуть длиннее ширины. Постпетиоль очень низкий, его стернит совершенно плоский, без передневентральной выпуклости; в дорсальном виде с угловато-выпуклыми боками и прямым передним краем. Голова светло-оранжево-коричневая до тёмно-коричневой, мезосома и стебелёк всегда теплого оранжевого или жёлтого цвета, брюшка тёмное до черновато-коричневого. Вид был впервые описан в 1935 году, а его валидный статус подтверждён в ходе ревизии, проведённой в 2003 году немецким мирмекологом Б. Зейфертом (Bernhard Seifert; Зенкенбергский музей). Вместе с C. minutior, C. goa и другими эти виды отнесены к видовой группе Cardiocondyla minutior Group, для которой характерны признаки: голова удлинённая с довольно высоким постокулярным индексом и узким лобком, метанотальная впадина слабая или отсутствует, проподеальные шипы короткие, постпетиоль с плоским стернитом и низкий, опушение на первом тергите брюшка довольно длинное и плотное.